# Adhémar-Louis de Clermont-Gallerande
Adhémar-Louis de Clermont-Gallerande (1837-1895) est un peintre français, cavalier professionnel, il se spécialisa dans la représentation des chevaux.

## Biographie
Descendant direct de Louis de Clermont-Gallerande (1622-1646) et lié par alliance à Charles-Georges de Clermont-Gallerande, issu d'une famille qui remonte au XIIIe siècle, Adhémar est le fils de Rose-Louise Quilliard (1800-1890) et de Théodore Louis Apollinaire de Clermont-Gallerande (1793-1878). Il porte de titre de « vicomte ». En 1864, il épouse Marie Anne Ernestine de Schaller (1834-1899), dont deux enfants, Aymar Louis Marie Ernest (1865-1911) et Diane Louise Marie.
À partir de 1868, après avoir été élève dans l'atelier privé de Barrias, il expose au Salon de Paris, des toiles peintes, d'abord des études de chevaux, puis des scènes plus élaborées, de grand format, mettant en scène l'art équestre, la chasse et la société aristocratique. Devenu membre de la Société du Salon des artistes français, il y expose jusqu'en 1887.
Par la suite, il préside l’exposition annuelle des peintres et sculpteurs de vénerie à l’Orangerie des Tuileries, où il peut montrer ses tableaux. Bon nombre de ses œuvres figurent alors dans des périodiques illustrés comme la Gazette des chasseurs, La Vie sportive, L’Art et la Mode, Le Soleil du Dimanche, La Vie moderne, La Mode de style, etc. Le photographe Adolphe Braun eut l'exclusivité du droit de reproduction de ses œuvres. 
Il meurt le 6 octobre 1895 dans la 8e arrondissement de Paris. 
Sa fille, Diane, expose au Salon des artistes français à partir de 1907.

## Illustrations et préfaces d'ouvrages
- Guy de Charnacé, Souvenirs d’une jument de chasse, suivis de Écoute à Bois-Rosé, Paris, Pairault, 1886.
- Charles Devaux, Les Hommes de sport, préfacé par Alexandre Dumas fils, collectif d'illustrateurs, Paris, Marpon et Flammarion, 1888.
- Edmond Charles Constant Louvat, Historique du 7e Hussards, illustré avec Paul Algis, Paris, Pairault, 1889.
- Charles Devaux, À cheval, étude des races françaises et étrangères, au point de vue du cheval de selle, de course, de chasse, de trait, d'armes, collectif d'illustrateurs, Paris, J. Rothschild Éditeur, [1895].
- [préface] Edwin Howlett, Leçons de guides, Paris, Pairault, [1893].